# Presidente da Autoridade Nacional Palestina
O Presidente da Autoridade Nacional Palestina (em árabe: رئيس السلطة الوطنية الفلسطينية) é o mais alto cargo de comando da (equivalente ao chefe-de-Estado) da Autoridade Nacional Palestina (ANP). O presidente designa o primeiro-ministro da Autoridade Nacional Palestina, com quem compartilha o poder.